# Fines
Fines – gmina w Hiszpanii, w prowincji Almería, w Andaluzji, o powierzchni 23,08 km². W 2011 roku gmina liczyła 2260 mieszkańców.